# Die unendliche Geschichte (Film)
Die unendliche Geschichte ist ein deutscher Fantasyfilm aus dem Jahr 1984. Regie führte Wolfgang Petersen, der auch zu den Drehbuchautoren gehört. Vorlage ist der gleichnamige Roman von Michael Ende. Der Film behandelt nur das erste Drittel des Romans. Michael Ende war mit dem Film nicht zufrieden und ließ seinen Namen aus dem Vorspann streichen; im Abspann wird er jedoch weiterhin aufgeführt. Die Uraufführung des Films fand am 6. April 1984 in Deutschland statt.
Das Titellied The NeverEnding Story von Limahl wurde zunächst nur in der US-amerikanischen Filmfassung verwendet. Nachdem sich Limahls Version auch in Europa in den Hitparaden platzieren konnte, wurde der Film in Deutschland mit dem US-Soundtrack erneut veröffentlicht.

## Handlung
Der zehnjährige Bastian Balthasar Bux wird regelmäßig von seinen Klassenkameraden schikaniert. Auf der Flucht vor ihnen rettet er sich eines Tages in ein Antiquariat, wo er dem alten Buchhändler Karl Konrad Koreander begegnet. Dieser liest in einem geheimnisvollen Buch, vor dem er Bastian jedoch eindringlich warnt. Bastian kann nicht widerstehen und stiehlt das Buch, um es auf dem Dachboden seiner Schule (wo er sich versteckt) zu lesen. Das Buch heißt „Die Unendliche Geschichte“ und handelt von einer geheimnisvollen Welt namens Phantásien. Ein junger Krieger namens Atréju hat sich auf eine Reise begeben, um der Herrscherin von Phantásien, der Kindlichen Kaiserin, die im Elfenbeinturm wohnt, zu helfen, weil sie schwer erkrankt ist. Gleichzeitig verschlingt eine unheimliche Macht, genannt „Das Nichts“, weite Teile des Landes. Die Herkunft des Nichts ist rätselhaft, scheint aber irgendwie mit dem Unwohlsein der Kindlichen Kaiserin in Zusammenhang zu stehen.
Zur großen Verwunderung und Verwirrung des hohen Rates der Kindlichen Kaiserin wird Atréju damit beauftragt, die Umstände zur Erkrankung der Herrscherin zu erforschen, sowie ein Heilmittel für sie zu finden. Um ihm die ultimative Autorität und einen magischen Schutz zu gewährleisten, bekommt Atréju Aurýn, den Anhänger der Kindlichen Kaiserin, anvertraut. Das Amulett besteht aus zwei Schlangen (eine silberne und eine goldene), die einander umschlingen und in die Schwänze beißen. Atréju macht sich sofort auf den Weg, sein erstes Reiseziel sind die „Sümpfe der Traurigkeit“. Dort zeigt Aurýn erste Wirkung: Atréju widersteht den Sümpfen, die normalerweise jeden Wanderer in den Selbstmord treiben. Leider beschützt Aurýn nur Atréju, sein treues Pferd Artax dagegen ertrinkt im Moor. Als Atréju die Herrscherin der Sümpfe, eine gigantische und senile Schildkröte namens „Die uralte Morla“, nach dem Nichts und der Kindlichen Kaiserin befragt, gibt Morla nur nutzloses Gebrabbel von sich. Einzig der Hinweis auf ein „Südliches Orakel“ bietet Atréju ein neues Ziel.
Doch Atréju ist maßlos erschöpft von der Reise und droht bald selbst im Moor zu versinken. Da ergreift ihn plötzlich der Glücksdrache Fuchur und trägt ihn zum Südlichen Orakel. Dort werden beide von den Kobolden Engywuk und seiner Frau Urgl gesund gepflegt. Engywuk erforscht seit Jahrzehnten das Südliche Orakel. Er weiß zu berichten, dass das Orakel aus insgesamt drei streng bewachten Toren besteht. Schummeln ist unmöglich: Nur wenn man das erste Tor erfolgreich passieren durfte, erscheint das nächste Tor. Das erste Tor wird von zwei riesigen, geflügelten Sphinxen bewacht. Normalerweise haben die Sphinxen ihre Augen friedlich geschlossen. Wenn aber jemand ohne ausreichend Selbstvertrauen durch das Tor treten möchte, öffnen sie ihre Augen und töten denjenigen dadurch. Selbst nachdem Atréju die Tötung eines ritterähnlichen Reiters in glänzender Rüstung beobachtet hat, beschließt er, es selbst zu wagen. Nur knapp gelangt er an den Sphinxen vorbei und somit zum zweiten Orakeltor. Dort steht er verblüfft vor einem riesigen Spiegel, in dem er Bastian dabei sieht, wie dieser auf dem Dachboden die Geschichte von Atréju verfolgt.
Bastian wiederum ist schockiert, dass das Buch ihn perfekt beschreibt. Er begreift, dass er, im wahrsten Sinne des Wortes, selbst Teil der Geschichte geworden ist – dies war es also, wovor der Buchhändler ihn hatte warnen wollen. Bastian kann sich dennoch dazu durchringen, weiterzulesen. Unterdessen ist auch Atréju nicht minder verblüfft, denn er hatte sein eigenes Spiegelbild oder wenigstens eine monsterhafte Fratze darin erwartet. Schließlich erkennt er, dass er durch den Spiegel hindurchgehen muss. Auf der anderen Seite erwartet ihn das eigentliche Orakel. Es sind wieder geflügelte Sphinxen, diesmal allerdings sind sie freundlich gesinnt. Sie erzählen Atréju, dass das Nichts in der Tat die Ursache für die Krankheit der Kindlichen Kaiserin ist und diese einen neuen Namen braucht, um wieder gesund zu werden. Allerdings muss ihr der neue Name von einem „Menschenkind aus der realen Welt“ verliehen werden. Als Atréju wissen will, wie er an ein Menschenkind aus der wirklichen Welt rankommen kann, stürmt das Nichts heran und zerstört das Orakel. Atréju muss erneut von Fuchur gerettet werden, wird aber während des Fluges von Fuchurs Rücken geweht. Atréju wacht schließlich nahe den Ruinen einer uralten Stadt auf und trifft auf Felsenbeißer, welcher den Verlust seiner Familie und Freunde beklagt. In den Ruinen selbst entdeckt Atréju Wandbilder, welche seine abenteuerliche Reise schildern. Plötzlich wird er von einem Werwolf namens Gmork überrascht. Gmork ist ein Geschöpf, das aus dem Nichts geboren wurde und den Auftrag hatte, Atréju einzuholen und im Namen des Nichts zu töten. Weil Fuchur den Helden dereinst unerwartet aus den Sümpfen der Traurigkeit gerettet hatte, musste Gmork nach einer neuen Spur suchen, die er hätte verfolgen können.
Gmork erzählt Atréju schließlich, was das Nichts eigentlich ist: ganz Phantásien ist eine reine Fantasiewelt. Alles, was sich ein Kind in der realen Welt ausdenkt, nimmt in Phantásien augenblicklich Gestalt an und hat dort quasi „schon immer existiert“. Das Nichts hingegen wird aus den Lügen und Doktrinen geboren, welche vor allem die Erwachsenen der realen Welt den Kindern auftischen. Und da die Fantasie der Kinder mehr und mehr schwindet, wird Phantásien gleichermaßen mehr und mehr zerstört. Noch während Gmork plaudert, nähert sich erneut das Nichts. Doch Gmork will nicht länger warten und greift Atréju an, der Junge kann sich wehren und Gmork schließlich töten. Unterdessen sucht Fuchur nach Atréju und findet zunächst nur Aurýn, das ihn aber zu Atréju führt. Beide fliegen zurück zur Kindlichen Kaiserin, doch diese ist bereits dem Tode nahe. Alles scheint verloren und der Untergang Phantásiens besiegelt, als Bastian schließlich begreift, dass er das „Kind aus der anderen Welt“ und somit der eigentliche Retter Phantásiens ist und nicht Atréju, auf den Bastian alle seine Hoffnungen gesetzt hatte. Um die Kindliche Kaiserin und damit auch Phantásien zu retten, gibt er ihr endlich den verzweifelt geforderten Namen: „Mondenkind“. Augenblicklich steht er ihr persönlich gegenüber, lächelnd überreicht sie ihm ein leuchtendes Sandkorn – der letzte Rest, der von Phantásien übrig blieb. Indem Bastian der Kindlichen Kaiserin gegenüber einen eigenen Wunsch für eine neue Welt der Vorstellungen äußert, erblüht Phantásien neu.

## Produktionsgeschichte
| Figur                       | Darsteller       | Deutscher Sprecher  |
| --------------------------- | ---------------- | ------------------- |
| Bastian Balthasar Bux       | Barret Oliver    | Christian Wolf      |
| Atréju                      | Noah Hathaway    | Timmo Niesner       |
| Die Kindliche Kaiserin      | Tami Stronach    | Irina Wanka         |
| Nachtalb                    | Tilo Prückner    | Tilo Prückner       |
| Winzling                    | Deep Roy         | Michael Habeck      |
| Zentaur Cairon              | Moses Gunn       | Thomas Holtzmann    |
| Enguywook                   | Sydney Bromley   | Hans Ulrich         |
| Urgl                        | Patricia Hayes   | Gisela Trowe        |
| Herr Koreander, Buchhändler | Thomas Hill      | Hans Dieter Zeidler |
| Bastians Vater              | Gerald McRaney   | Volkert Kraeft      |
| Erstes Straßenkind          | Drum Garrett     | Marc Oliver Schulze |
| Zweites Straßenkind         | Darryl Cooksey   | Philipp Brammer     |
| Hausmeister der Schule      | Donald Arthur    | Donald Arthur       |
| Fuchur (Stimme)             | Alan Oppenheimer | Heinz Reincke       |
| Wolf Gmork (Stimme)         | Alan Oppenheimer | Osman Ragheb        |
| Felsenbeißer (Stimme)       | Alan Oppenheimer | Holger Hagen        |
| Erzähler                    | Alan Oppenheimer | Claus Biederstaedt  |
| Morla                       | Robert Jadah     | Karin Kernke        |
| Südliches Orakel            | Heidi Brühl      | Heidi Brühl         |

Michael Ende und sein Verleger Hansjörg Weitbrecht hatten die Verfilmungsrechte bereits am 5. Mai 1980 freigegeben. Die daran beteiligten Personen waren der Filmproduzent Dieter Geissler, der Verleger Christian Schneider und der Rechtsanwalt Klaus Kähler. Christian Schneiders Versuche, ein Drehbuch für einen europäischen, künstlerisch-experimentellen Film zu verfassen, scheiterten. Dieter Geissler stellte inzwischen nach einem Besuch in einem Trickstudio in Los Angeles fest, dass die von ihm favorisierten elektronischen Spezialeffekte zu unausgereift waren, um überzeugend zu wirken. Damit war absehbar, dass der Film deutlich teurer werden würde als die zuerst veranschlagten 8–10 Millionen DM. Im Herbst 1981 stieg schließlich Produzent Bernd Eichinger mit Helmut Dietl als Regisseur und Herman Weigel als Drehbuchautor ein. Als im Juli 1982 die Dreharbeiten in den Bavaria Filmstudios unter Leitung des Special-Effects-Spezialisten Brian Johnson begannen, war bereits absehbar, dass die Kosten jene der bisher teuersten deutschen Kinoproduktionen mindestens erreichen, wenn nicht übertreffen würden. Dietl stieg bald aus und wurde durch Wolfgang Petersen ersetzt, der Erfahrung mit derartigen Großprojekten hatte. Nach Lektüre des Drehbuchs im Oktober 1982 bezeichnete Michael Ende dieses als „Micky-Maus-Version“ und dümmliches Fantasyspektakel. Petersen gelang es, Ende zu überzeugen und zusammen mit ihm ein neues Drehbuch zu verfassen. Dieses stieß jedoch auf Vorbehalte Bernd Eichingers, der einen internationalen Film beabsichtigte, der sich speziell auf dem amerikanischen Markt bewähren sollte. Nach einer Presseerklärung im März 1983, in der sich Ende deutlich vom Film distanzierte, wurde er mittels Androhung einer ruinösen Schadenersatzklage zur Unterzeichnung einer Erklärung genötigt, in der er sich verpflichtete, nichts mehr gegen den Film zu unternehmen.

### Finanzierung
Von Eichingers Neuer Constantin stammten etwa 15 Millionen DM, was deren gesamte Reserven aufbrauchte, 11 Millionen Dollar sagte Warner Communications im Februar 1983 zu. Da dieser Dollarbetrag erst für den fertigen Film bereitstand, garantierte ein Completion Bond den geldgebenden Banken die Fertigstellung des Films. Im Gegenzug erhielt der Completion Bond 5 % der Produktionskosten und weitgehende Eingriffsrechte. Bernd Eichinger meinte dazu, dass „[d]ie sogar den Regisseur austauschen oder mich vom Gelände schicken [können], wenn es hart auf hart käme.“ Später stieg auch eine amerikanische Versicherung als Investor ein. Die Kosten betrugen insgesamt 60 Millionen DM.

### Dreharbeiten
Die Drehzeit erstreckte sich vom 15. März bis zum 15. September 1983. Der Film wurde in englischer Sprache gedreht an folgenden Orten:
- Vancouver, Kanada
- Bavaria Filmstudios, Westdeutschland
- Huelva, Andalusien, Spanien[9]
- Bucht von Mónsul, Andalusien, Spanien[9]
- Wüste von Tabernas, Andalusien, Spanien[9]

Für die Szenen in den „Sümpfen der Traurigkeit“ wurde mit Moorboden, Torf und Erde eine südenglische Moorlandschaft in Halle 4/5 der Bavaria-Studios bei München nachgebildet. Der Himmel ist gemalt. Gedreht wurde bei bis zu 40 Grad Celsius 200 Drehstunden lang, alleine die Szene mit dem versinkenden Pferd Artax nahm vier Tage in Anspruch.

### Tricktechnik
Besonders aufwendig gestalteten sich damals die Spezialeffekte, denn zur Zeit der Dreharbeiten steckten computergenerierte Effekte noch in den Anfängen ihrer Entwicklung und wurden kaum praktiziert. Also mussten alle Fantasiewesen des Films wirklich gebaut werden. Nachdem kleine Tonmodelle von Wesen wie dem Felsenbeißer entworfen waren, mussten diese in endgültiger Größe aus Gips modelliert werden. Anhand dieser Formen wurden nun Schaumstofffiguren gefertigt, die ein mechanisches Innenleben erhielten. Es waren schließlich bis zu 15 Puppenspieler nötig, um eine einzige Figur zu bewegen. Diese Konstruktionen sind heute noch teilweise in der Bavaria Filmstadt in Geiselgasteig bei München zu sehen: Eine der bekanntesten Besucherattraktionen dort ist der vor allem bei Kindern beliebte Ritt auf dem Glücksdrachen Fuchur vor einer Blue-Screen-Wand. Kleinere Spezialeffekte wurden in den Filmpark Babelsberg in Potsdam ausgelagert.
Der phantásische Himmel mit seinen sich auftürmenden Wolken ist ein Spezialeffekt, der unter Leitung von Brian Johnson in Halle 10 der Bavaria-Studios entstand: Die Kamera filmte durch einen 7000 Liter fassenden Plexiglas-Wassertank auf eine dahinter befindliche transparente Leinwand. Auf diese konnten Dias oder Filme mit den gewünschten Hintergründen projiziert werden. Die bewegten Wolken entstanden, indem farbige Tinte in das schon zuvor mit chemischen Zusätzen versetzte Wasser gespritzt wurde.
Die mit einer Vistavision-Kamera gedrehten Blue-Screen-Aufnahmen wurden im Kopierwerk von George Lucas in San Francisco fertiggestellt.

## Fortsetzungen und Neuverfilmung
Sechs Jahre später folgte Die unendliche Geschichte II – Auf der Suche nach Phantásien, in dem die zweite Hälfte des Buches in stark geänderter Version präsentiert wurde – mit anderen Darstellern und neuem Regisseur. Der von der Buchvorlage komplett unabhängige dritte Teil der Reihe heißt Die unendliche Geschichte III – Rettung aus Phantásien und gilt als schlechtester Film der Reihe – auch aufgrund seines erneuten Wechsels des Produktionsteams und nicht zuletzt wegen nahezu vollständiger Überarbeitung des ursprünglichen Puppendesigns. 2001 erschien eine vierteilige kanadische Neuverfilmung unter dem Titel Die unendliche Geschichte – Die Abenteuer gehen weiter zuerst als Fernsehserie und 2003 auf DVD, die nur sehr lose auf Motiven des Buches basiert. Weiterhin wurde von 1995 bis 1996 noch eine 26-teilige Zeichentrickserie unter dem gleichnamigen Titel Die unendliche Geschichte veröffentlicht, die auch nur teilweise auf Endes Buch beruht.

## Auszeichnungen
Der Film erhielt folgende Auszeichnungen und Nominierungen:
- 1984: Goldene Leinwand
- 1984: Young Artist Awards
  - Nominiert in der Kategorie „Bester Familien-Spielfilm – Drama“
  - Nominiert in der Kategorie „Bester Jungdarsteller in einem Spielfilm – Musical, Komödie, Abenteuer oder Drama“ für Noah Hathaway
  - Nominiert in der Kategorie „Bester Jungdarsteller in einem Spielfilm – Musical, Komödie, Abenteuer oder Drama“ für Barret Oliver
  - Nominiert in der Kategorie „Beste junge Nebendarstellerin in einem Spielfilm – Musical, Komödie, Abenteuer oder Drama“ für Tami Stronach
- 1985: Saturn Award
  - Saturn Award in der Kategorie „Bester Nachwuchsschauspieler“ an Noah Hathaway
  - Nominierung in der Kategorie „Bester Fantasyfilm“
  - Nominierung in der Kategorie „Beste Musik“ für Giorgio Moroder und Klaus Doldinger
- 1985: Bundesfilmpreis
  - Filmband in Gold in der Kategorie „Hervorragende Einzelleistung: Ausstattung“ an Rolf Zehetbauer
- 1985: Bayerischer Filmpreis
  - Produzentenpreis an Bernd Eichinger, Dieter Geissler und Günter Rohrbach

## Kritiken
Die unendliche Geschichte erhielt ein eher gutes Presseecho, was sich auch in den Auswertungen US-amerikanischer Aggregatoren widerspiegelt. So erfasst Rotten Tomatoes größtenteils wohlwollende Besprechungen und ordnet den Film dementsprechend als „Zertifiziert Frisch“ ein. Laut Metacritic fallen die Bewertungen im Mittel „Durchwachsen oder Durchschnittlich“ aus. Es folgen einige repräsentative Pressestimmen:

„Aufwendige Verfilmung der ersten Hälfte des Romans von Michael Ende im Stil eines perfekten modernen Märchens, die zwar dem Anspruch der Vorlage nicht gerecht wird, aber bis auf den missglückten Schluss als spannende und anrührende Unterhaltung Sympathie verdient.“

„Er beinhaltet einige der erfindungsreichsten Spezialeffekte in einer Zeit, in der Kämpfe im Weltraum zur Routine geworden sind.“

„Ein vergnüglicher Weggang von Das Boot und Kajagoogoo.“

„Klassischer Fantasyfilm, voller wundervoller Kreaturen und Charaktere.“

„Ein anständiger Fantasyfilm, aber jeder, der das Buch gelesen hat, wird enttäuscht sein[.]“

„Eines der wenigen wahren Fantasy-Meisterwerke.“

## Veröffentlichungen
Die Uraufführung erfolgte am 4. April 1984 im Mathäser-Filmpalast in München. Die US-Fassung kam am 21. Dezember 1984 in die Kinos.
In der US-Version des Films wurde der Vorspann stilistisch geändert (Wolkenbilder statt schwarzer Hintergrund). Außerdem wurde der Film durch zahlreiche kurze Schnitte um insgesamt 6:42 Minuten gekürzt, um die Handlung zu straffen. Die Filmmusik von Klaus Doldinger wurde teilweise durch Filmmusik von Giorgio Moroder und Limahl ersetzt. Auf der deutschen DVD sind beide Fassungen enthalten.
2012 wurde die deutsche Langversion im Auftrag der Constantin Film von der CinePostproduction GmbH aufwendig restauriert. Gescannt wurden zwei verschiedene Materialversionen des Films – die internationale Version mit einer Länge von 90 Minuten und die deutsche Version mit knapp 97 Minuten Länge. Die deutsche Langversion lag lediglich als Dup-Positiv vor. Von der internationalen Fassung stand das Originalnegativ zur Verfügung. Um das bestmögliche Ergebnis zu erzielen, wurde das Originalnegativ als Restaurierungsgrundlage verwendet und das Dup-Positiv nur für diejenigen Sequenzen herangezogen, die in der internationalen Fassung fehlen. Der Scan und die Bearbeitung erfolgten in 3K-Auflösung.
Im Dezember 2019 wurde der Film erneut als Blu-Ray in einem limitierten Mediabook mit zwei verschiedenen Covermotiven veröffentlicht. Diesmal erfolgte die Restaurierung in 4K, wobei erneut das Originalnegativ abgetastet wurde. Im Juli 2021 ist erstmals eine Veröffentlichung auf Ultra HD Blu-ray erschienen.

## Sekundärliteratur
- Remy Eyssen: Der Film – Die unendliche Geschichte – Story, Dreharbeiten, Hintergrundbericht. Fotos von Karin Rocholl und Karl Heinz Vogelmann. Wilhelm Heyne Verlag, München 1984, ISBN 3-453-02001-4.
- Michael Görden, Ul de Rico: Die Welt der unendlichen Geschichte – Bilder für den Film. Lübbe, Bergisch Gladbach 1984, ISBN 3-7857-0385-6.
- Andreas Thomas Necknig: Wie Harry Potter, Peter Pan und Die unendliche Geschichte auf die Leinwand gezaubert wurden – Literaturwissenschaftliche und didaktische Aspekte von Verfilmungen phantastischer Kinder- und Jugendliteratur. Lang, Frankfurt am Main / Berlin u. a. 2007, ISBN 978-3-631-55486-9, S. 127–150.
- Ulli Pfau: Phantásien in Halle 4/5 – Michael Endes „Unendliche Geschichte“ und ihre Verfilmung. Deutscher Taschenbuch Verlag, München 1984, ISBN 3-423-10260-8.